# 雌雄同体
雌雄同体（しゆうどうたい）とは、一般に、雄の生殖器官と雌の生殖器官を一個体に持っているものを言う。そうでないものは雌雄異体（しゆういたい）という。植物の場合にはそれぞれ、雌雄同株（しゆうどうしゅ）、雌雄異株（しゆういしゅ）という。
雌雄同体の場合、雄の生殖器官と雌の生殖器官が別々に存在し、機能する。

## 雌雄の定義
広く生物一般に当てはまりそうな形で定義すると、配偶子あるいはそれに相当するふるまいをする部分、言い換えると接合ないしはそれに似たふるまいによって新しい個体を作る器官に大小の分化が見られるとき、大きい方を雌性、小さい方を雄性と呼ぶ。もし配偶子が大きくて不動の型と小さくて運動性の型に分化していれば、これは卵と精子である。各個体がこのどちらか一方だけを作る場合が雌雄異体であり、同一個体から両方ができるのであれば雌雄同体である。
配偶子が生殖器官からできる場合には、この器官を見ることにより一応は雌雄同体か雌雄異体かの判断ができる。一般的には、同時に生殖器官が発達する物、いずれかの生殖器官が先に発達した後にそれが退化して残りの一方の生殖器官が発達する物（性転換と呼ぶ）などがある。いずれの場合でも自家受精を行うことはまれで、ほとんどは、同種の別の個体との間で生殖を行うのが普通である。

## 動物の場合

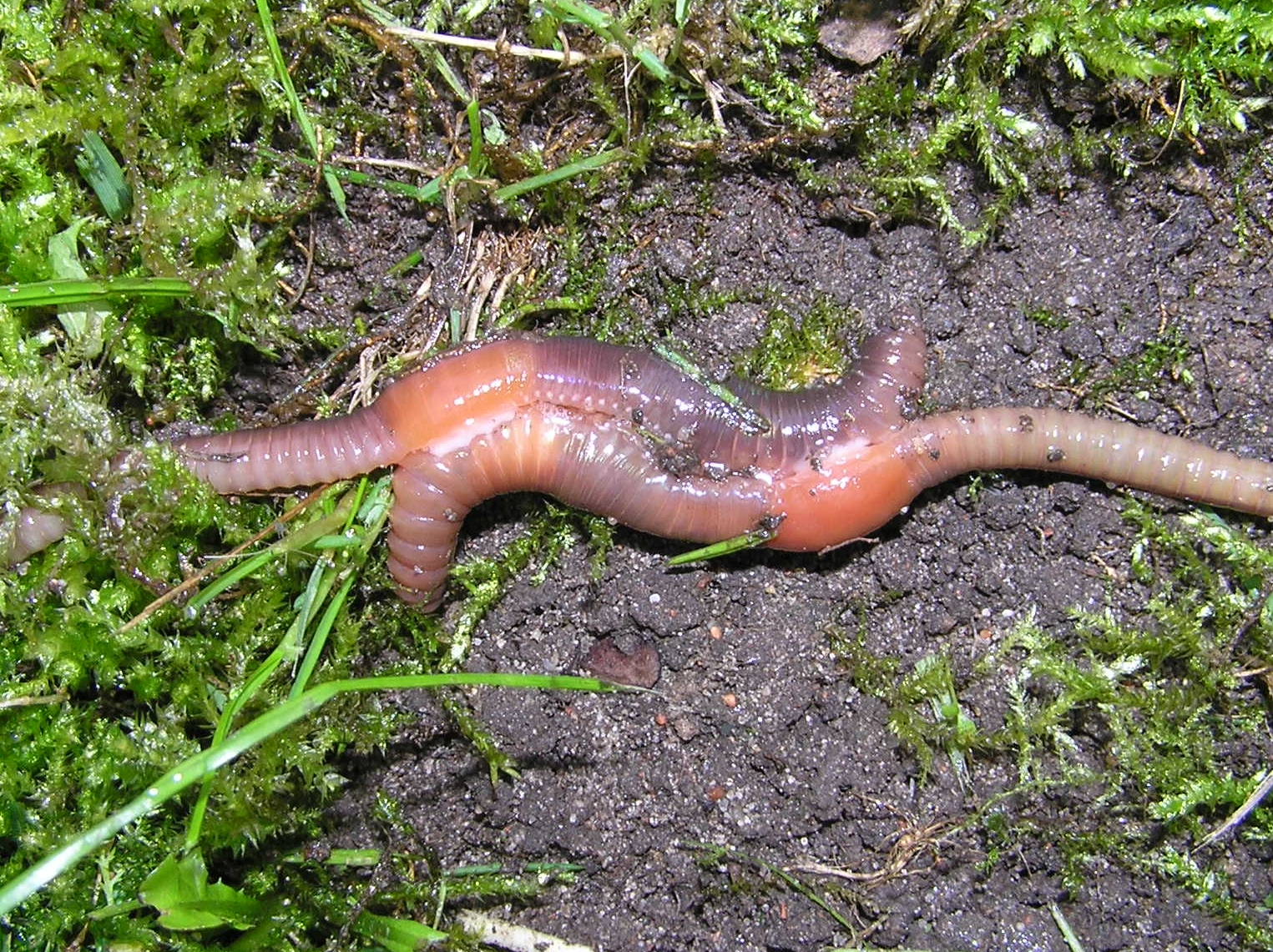
ミミズの交尾

動物の場合、配偶子には卵と精子の分化が見られ、それぞれに卵巣と精巣から作られる。これらを同一の個体の上に作るのが雌雄同体である。動物全体としては、雌雄異体のものが多いが、雌雄同体のものも珍しくなく、様々な分類群に見られる。カタツムリ、アメフラシ、ミミズなどが有名である。カタツムリやミミズでは体に前後に並んで雄性器と雌性器があり、2個体が行き違うように逆向きに並んで、互いの精子を雌性器に注入し合う。アメフラシでは、体の左右に雄性器と雌性器があり、雄性器を雌性器に挿入した方が雄の役割をするが、その個体の後方から別個体が雄として交尾をすることもあり、数個体が数珠繋ぎになるのも観察される。その場合、両端の個体は雄または雌の働きを、中間の個体は両方の働きをこなすわけである。

### 昆虫
昆虫では何らかの理由により隣接する細胞間で性が食い違い、雌性を示す細胞と雄性を示す細胞が入り混じったモザイク個体が生まれることがあり、これを雌雄モザイクまたは雌雄嵌合体という。昆虫では顕著な性的二形を示す種も多く、こうした種にこのモザイクが発現すると、一見して雌雄嵌合体とわかる。
一般には、顕著な性的二形を示す種の体の正中線を境に左右で性の異なる個体のみを昆虫の雌雄嵌合体ととらえることが多い。このような個体の標本は収集家に珍重され、高値で取引される。一見分かりにくいが、性的二形を示さない種でも雌雄嵌合体は見られる。また、右前脚と左後翅のみ、といった発現の仕方をする場合もある。

## 植物の場合
コケ植物では、植物体本体が配偶体である。生卵器から卵を、造精器から精子を形成する。多くのコケ類では雌雄別株である。
シダ植物では、胞子から発芽した前葉体上に卵と精子を形成する。多くのシダ類では、同一前葉体上に生卵器も造精器も作られるので、雌雄同株である。サンショウモやデンジソウなど、水生シダなどに、大胞子と小胞子を作り、それぞれからは大小の前葉体を生じ、大きい方は卵のみ、小さい方は精子のみを生じるという、雌雄異株の例がある。
種子植物の生殖は基本的にシダ植物と同じである。種子植物の雄性前葉体は花粉管、雌性前葉体は胚珠の中の胚嚢である。その意味ではすべてが雌雄異株である。それぞれの前葉体は植物体（胞子体）の雌性生殖器（めしべ）、雄性生殖器（おしべ）からそれぞれ生じるが、そのままあたかも胞子体の一部のようにふるまう。そのため、花粉がめしべに受粉することを、類似的に接合のように見なすのが普通である。この意味では、被子植物の多くは雌雄同株と捉えることができる。
多くの雌雄同株の被子植物では、一つの花におしべとめしべを備える。このような花を「両性花」と呼ぶ。裸子植物の多くと一部の被子植物では、おしべのみを含む雄花と、めしべのみを含む雌花を同じ株の上につける。このような花を「単性花」と呼ぶ。植物によっては、同じ株に両性花と単性花をつけるものもある。両性花と雄花をつけるものを雄性両全性同株と呼び（ヤツデ、バイケイソウなど）、両性花と雌花をつけるものを雌性両全性同株と呼ぶ（エゾノヨモギギク）。

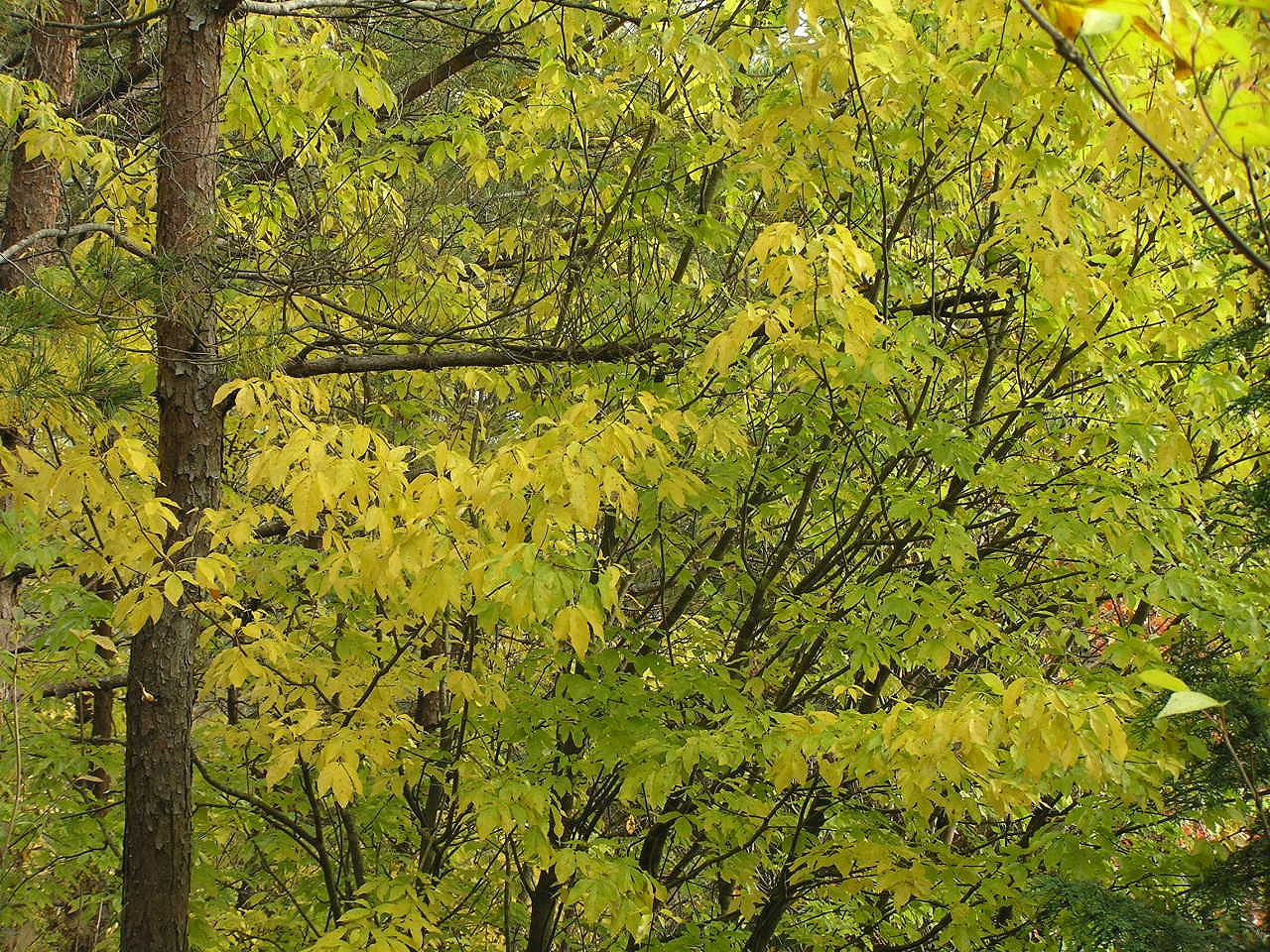
雌雄異株の樹木のひとつタカノツメ

イチョウ、ソテツ、ヤマモモ、ヤナギなどは、株によって雄花か雌花かのどちらかしかつけないので、完全に雌雄異株である。
ヤマブドウは両性花をつけるが、各個体は雌しべか雄しべのいずれか一方が不完全な、機能的雌花と機能的雄花のどちらかしか咲かない雌株と雄株に分かれ、構造的には雌雄同株からの分化が不完全な、雌雄異株への過渡的な体制とみることができる。
本来的に雌雄同株であった種子植物が雌雄異株になった理由ははっきりと判っていないが、種子植物のおよそ半分は自身の花粉では受粉・結実しない（自家不和合性）といわれる。これをさらに推し進め、確実に自分以外の相手から受精し、同時に結実できない受粉による無駄を無くせるように進化したものが雌雄異株であると考えられる。
雌雄異株には、性染色体（XY型）によって決定されるもの（スイバ属など）や生育状況によって決定されるものがある。後者では、しばしば性転換がみられる。例えばテンナンショウ（サトイモ科）では、個体が小さい時は雄株になり、大きい時は雌株になる。これは雌株は種子や果実を成熟させるためにより多くの資源（栄養分や水分）を必要とするため、じゅうぶんな貯蔵を持つ大個体でなければその必要を満たすことが出来ないからである。したがって、雌株でも種子生産によって地下部の貯蔵が減少すると雄株に性表現を変える。またウリハダカエデのように、性転換は見られるがその要因がよく判っていない植物もある。

## トピック
- 2024年7月、水族館の水槽から新種のタナイス目甲殻類が発見され、雌雄同体であることから、「らんま1/2」の早乙女乱馬に因んで「ランマ」アプセウデスと命名された[1]。